# Bảng chữ cái

Bảng chữ cái:
Armenia,
Kirin</font color>,
Gruzia</font color>,
Hy Lạp</font color>,
Latinh,
Latinh (và Ả Rập),
Latinh và Kirin
Abjads:
Arabic,
Hebrew
Abugidas:
North Indic,
South Indic,
Ge'ez,
Tāna,
Canadian Syllabic và Latin
Chữ tượng hình+chữ tượng thanh âm tiết:
Chỉ dùng chữ tượng hình,
Dùng cả chữ tượng hình và tượng thanh âm tiết,
Dùng chữ tượng thanh âm tiết đặc trưng + một số ít chữ tượng hình,
Dùng chữ tượng thanh âm tiết đặc trưng

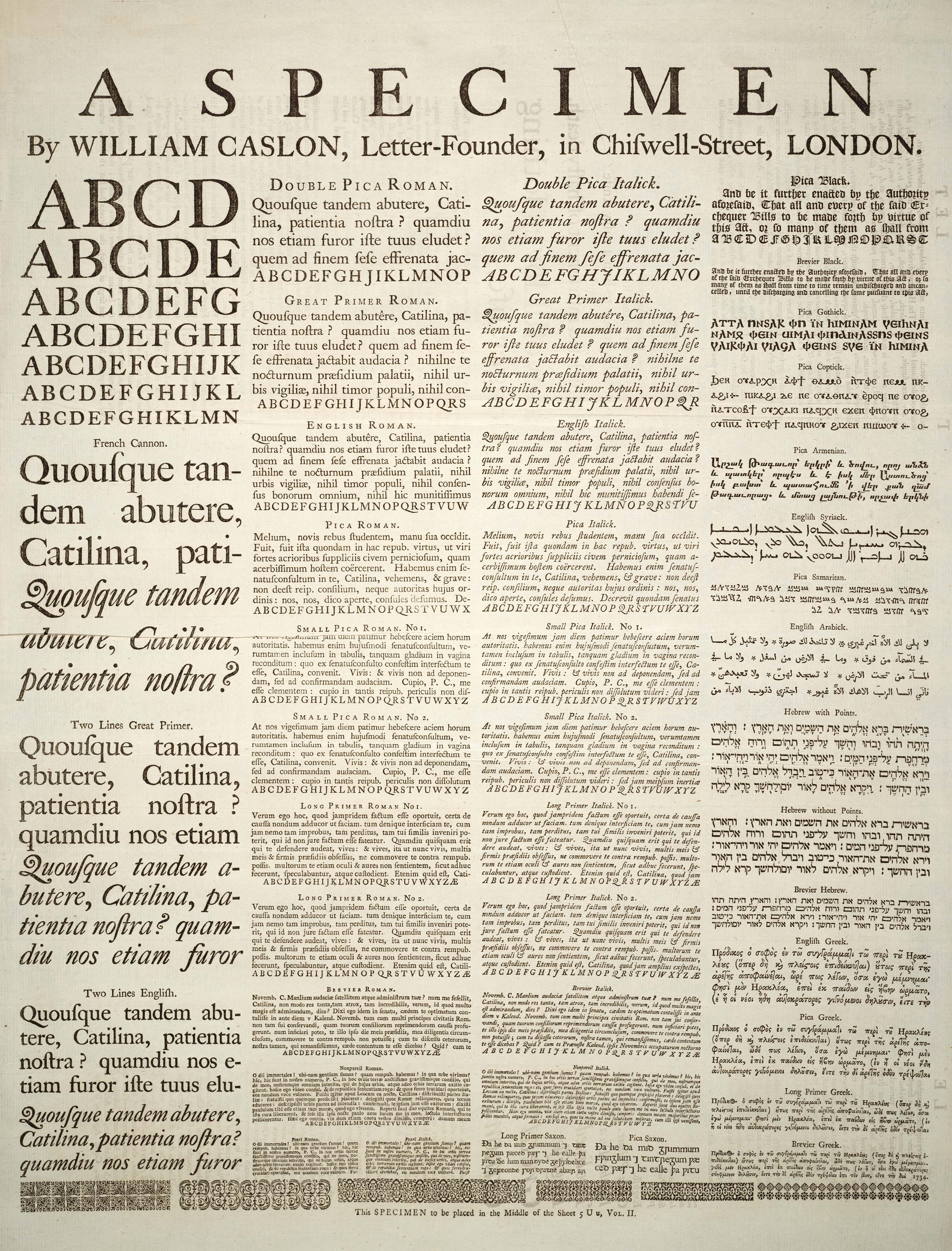

Bảng chữ cái là một tập hợp các chữ cái - những ký hiệu viết cơ bản hoặc tự vị — một trong số chúng thường đại diện cho một hoặc nhiều âm vị trong ngôn ngữ nói, hoặc trong hiện tại hoặc ở quá khứ. Có nhiều hệ thống viết khác nhau, như chữ tượng hình, trong đó mỗi ký tự đại diện cho một từ, hình vị, hoặc đơn vị ngữ nghĩa, và chữ ký âm, trong đó mỗi ký tự đại diện cho một âm. Bảng chữ cái là cơ sở để dựa vào đó con người diễn đạt tiếng nói thành chữ, câu.